# Гірник (стадіон, Кальміуське)
Стадіон «Гірник» — стадіон у місті Кальміуське Донецької області. Домашня арена клубу «Гірник-Іллічівець».

## Історія
Стадіон Рудокомбінату був побудований у XX столітті в містечку Комсомольське, належав заводу з обробки руди. Стадіон відомий тим, що на ньому 6 та 20 березня 1994 року донецький «Шахтар» зіграв з «Нивою» (Вінниця) та «Зорею-МАЛС» (Луганськ). Згодом стадіон змінив назву на «Металург», а в Другій лізі сезону 1997/98 років виступав місцевий «Металург» (Комсомольське). У 2006 році ця команда змінила назву на «Гірник-Іллічівець», а стадіон — на «Гірник». В другій лізі сезону 2002/03 років маріупольський Іллічівець-2 провів тут 3 матчі весною 2003 року. 